# Marcello Morandini
Marcello Morandini (* 15. Mai 1940 in Mantua) ist ein italienischer Designer und Architekt.
Grundlage seiner Arbeit ist die Beschäftigung mit geometrischen Strukturen, die er durch Bewegung und Veränderung in neue Formen überführt.

## Leben und Werk
Im Jahr 1947 übersiedelte Morandini nach Varese. Er studierte an der Kunstakademie von Brera.
Von 1957 bis 1962 arbeitet er als Designer in der Industrie und dann als Graphiker in einem Werbebüro in Mailand. 1962 eröffnet er ein eigenes Werbebüro in Varese. Künstlerisch war er zu Beginn von Enzo Mari beeinflusst. 1964 entstehen die ersten dreidimensionalen Strukturen. 1968 erhielt Morandini eine Einladung zur XXXIV. Biennale von Venedig.
Eine erste Retrospektive seiner Werke fand 1972 bei der Kestnergesellschaft in Hannover statt – der Beginn einer fruchtbaren Zusammenarbeit mit deutschen Museen, Galerien und Industrieunternehmen, insbesondere mit der Firma Rosenthal in Selb. 1977 nahm er an der documenta 6 teil.
Seit Beginn der 1980er Jahre gibt es eine Zusammenarbeit mit den Architekturbüros Miraglia in Varese und Ong&Ong in Singapur. Es entstanden wichtige Entwürfe auf dem Gebiet der Architektur und des Städtebaus.
1993 fand in der Neuen Sammlung in München eine Retrospektive statt, in der sowohl künstlerische wie auch Design-Arbeiten von Morandini gezeigt wurden.
2001 gründete er das „Centro editoriale di design Marienza“.
Morandini unterrichtete einige Jahre am Kunstlyzeum in Varese. Von 1995 bis 1997 war er Dozent für Kunst und Design an der Sommerakademie in Salzburg und an der Sommerakademie in Plauen. Seit 1997 war er Dozent für Design an der Kantonsschule Alpenquai Luzern und Direktor des Internationalen Museums Keramikdesign in Cerro, Laveno.

## Galerie

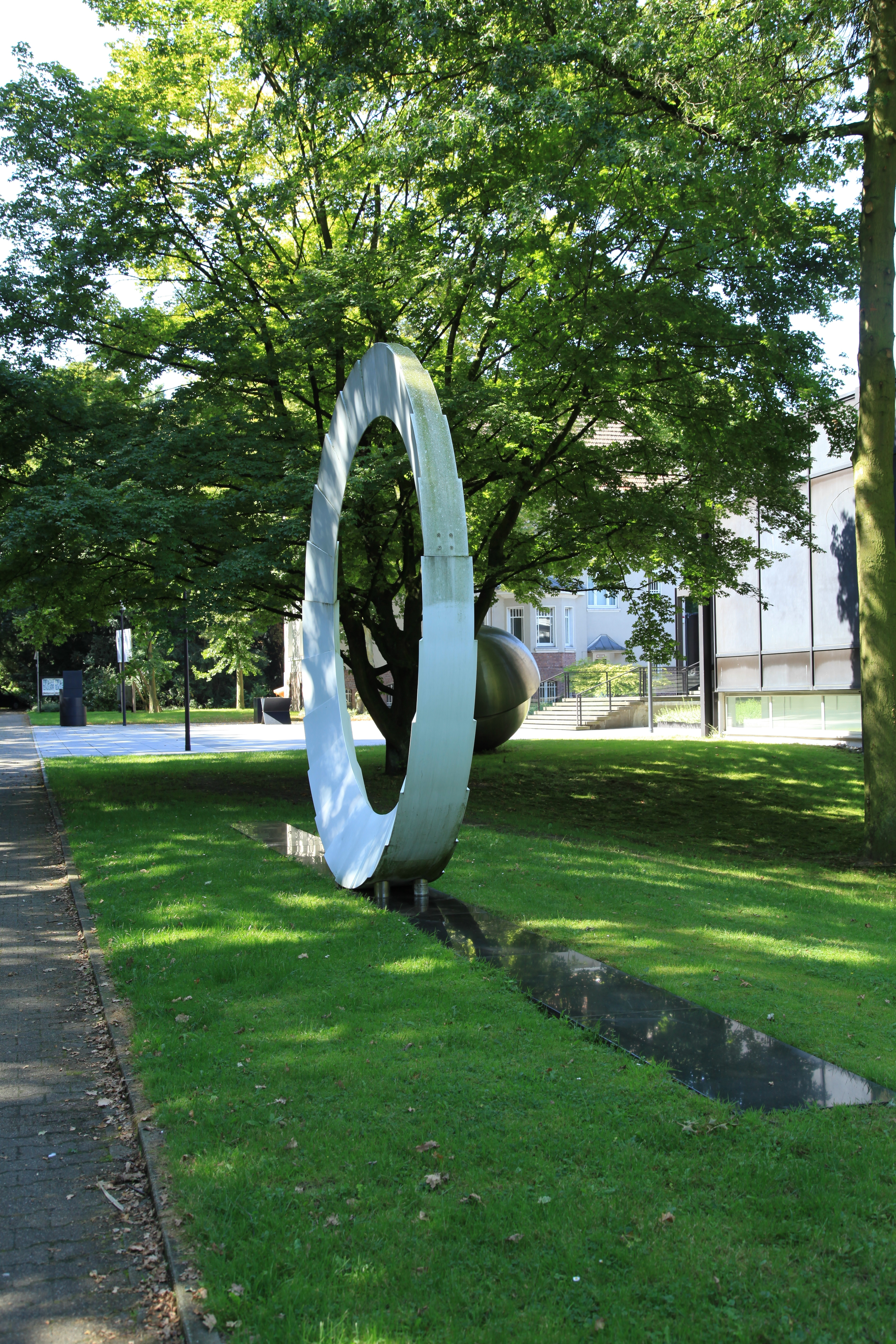
Scultura, Progetto No 205 (1974). Skulpturenpark Quadrat Bottrop
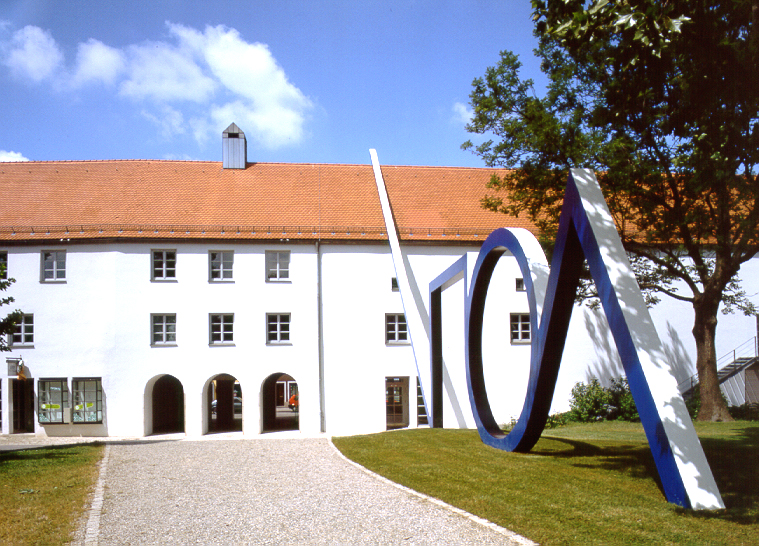
Linie – Quadrat – Kreis – Dreieck (1990). Museum für Konkrete Kunst, Ingolstadt
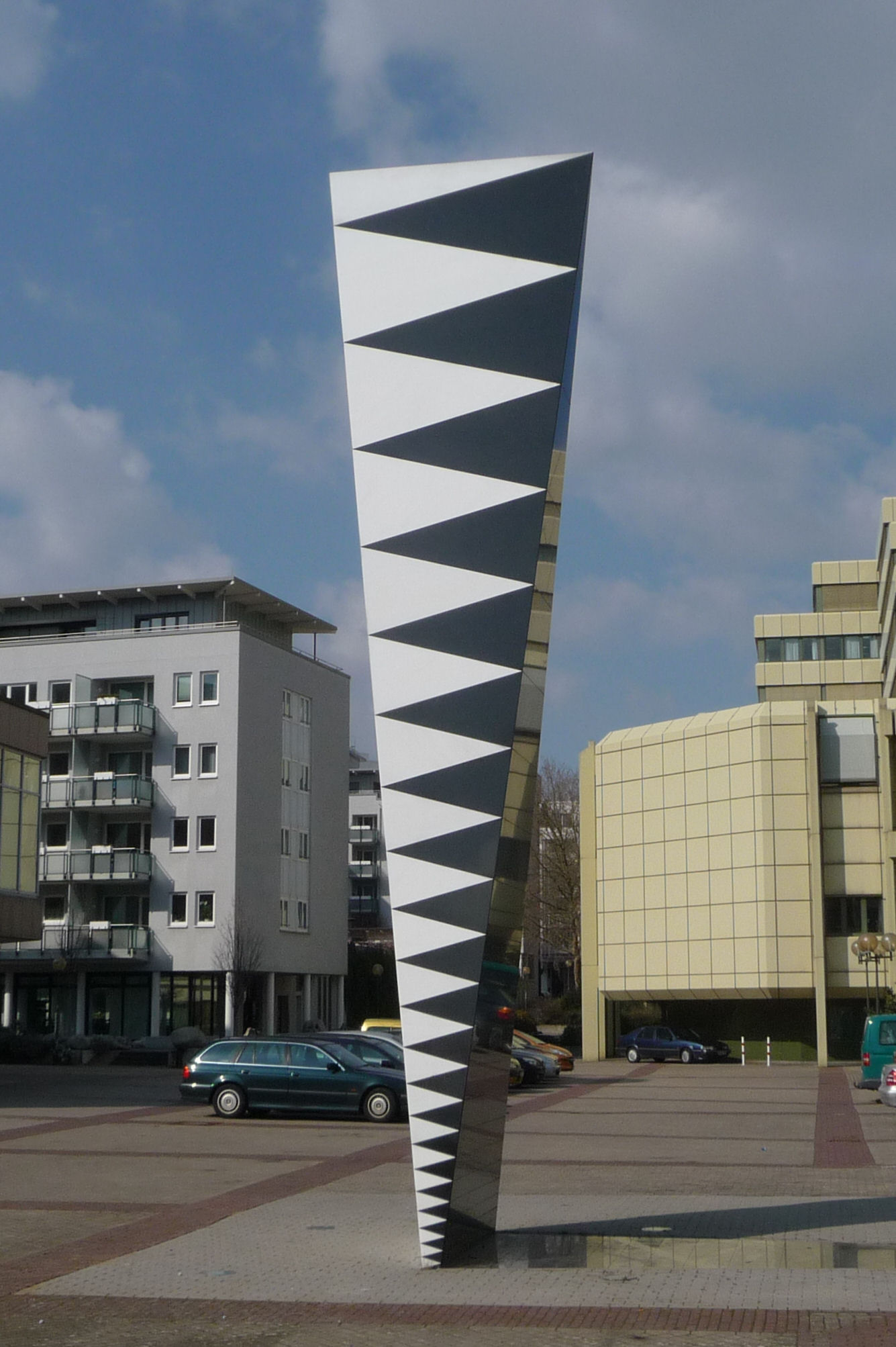
Ombralatina (2004). Ludwigshafen
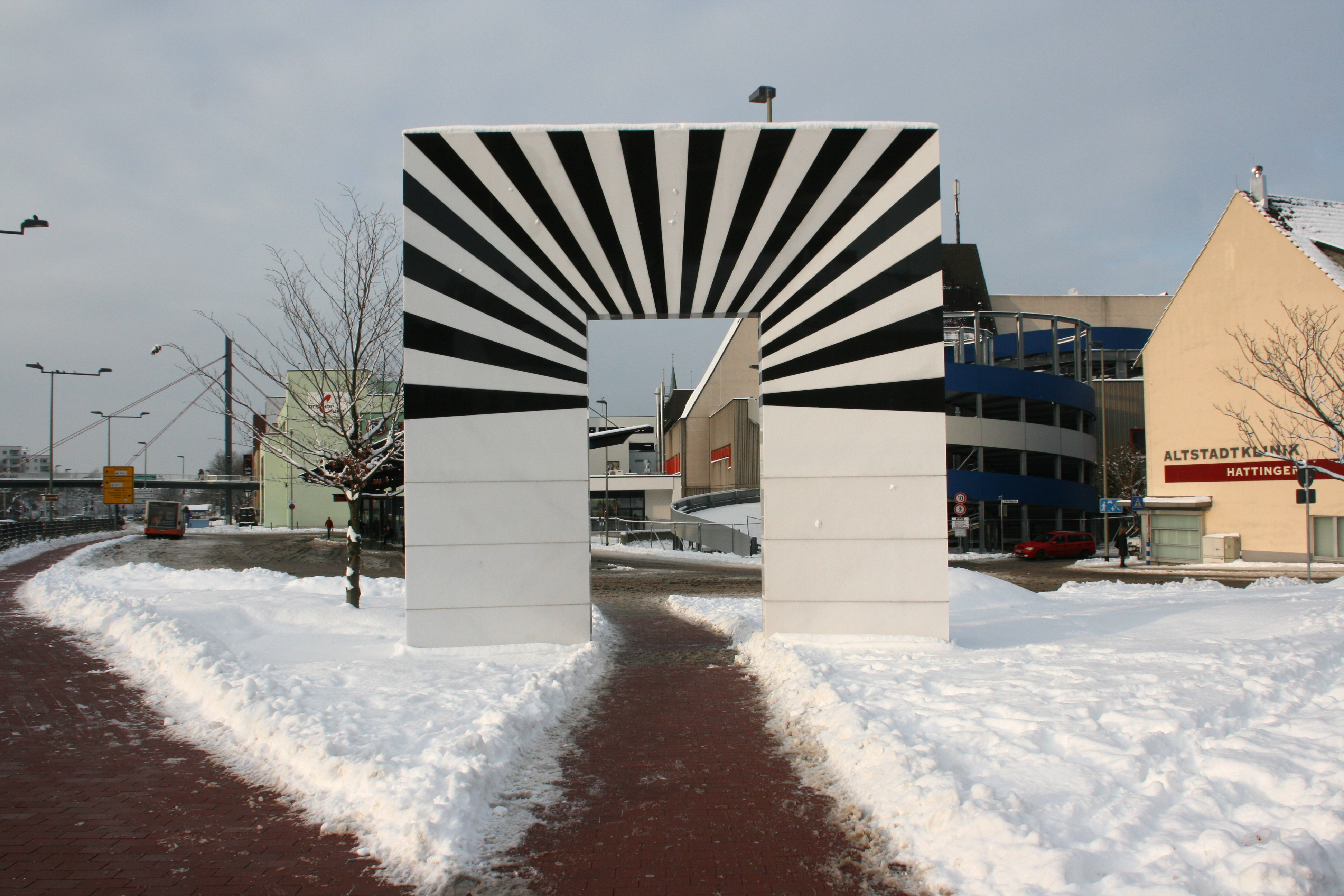
La Porta Aperta (2010). Hattingen

## Ausstellungen
Seit 1964 zeigte Morandini seine Arbeiten in vielen Einzelausstellungen internationaler Galerien, in Kulturzentren, Universitäten, Museen, Designzentren, auf Biennalen und kunsthistorischen Themenschauen. Seine künstlerischen Werke ebenso wie seine Design-Objekte sind heute Teil der ständigen Sammlungen zahlreicher Museen. Anlässlich seines 80. Geburtstags widmete die Galerie Kellermann, Düsseldorf in Kooperation mit der Fondazione Marcello Morandini, Varese dem Künstler eine umfassende Retrospektive.
- 2014: Marcello Morandini: Kunstarchitekturdesign., Kunstmuseum Bayreuth[2][3]
- 2020: Marcello Morandini., Galerie Kellermann, Düsseldorf[4]

## Auszeichnungen
Im Jahr 2004 erhielt Morandini von der Royal Society of Arts in London den Titel „Honorary Royal Designer for Industry“ (HonRDI).